# Лутация
Лутация (на латински: Lutatia) е знатна римлянка от 2 и 1 век пр.н.е.

## Биография
Произлиза от фамилията Лутации. Дъщеря е на Сервилия от Цепионите и Квинт Лутаций Катул (консул 102 пр.н.е.), който е оратор, поет и писател. Полусестра е на Квинт Лутаций Катул (консул 78 пр.н.е.).
Лутация се омъжва за Квинт Хортензий Хортал (* 114 пр.н.е.; † 50 пр.н.е.). Той е римски сенатор, консул 69 пр.н.е. и оратор. Те имат дъщеря Хортензия, която е първата позната римлянка – ораторка, която държи реч през 42 пр.н.е. Техният син Квинт Хортензий e претор през 45 пр.н.е.